# 지엔타인
지엔타인(베트남어: Diên Thành / 延成 연성 / 1578년 2월 ~ 1585년 6월)은 베트남 막 왕조(莫朝) 제5대 군주 막머우헙(莫茂洽)의 세번째 연호이다.
《대월사기전서》(大越史記全書)과 《대월통사》(大越通史)에는 1585년 6월에 연호를 정하고, 다음 해 1월에 개원하는 것으로 기록되어 있다. 막 왕조 때 건립한 비석의 비문들을 수집한 《막대비문》(Văn bia thời Mạc/莫代碑文)에는 1585년에 숭캉 원년으로 표기 되므로, 6월에 바로 연호를 개원한 것으로 추정된다.

## 개원
- 숭캉(崇康) 11년 2월 21일[1](율리우스력 1578년 3월 28일)에 연호를 지엔타인(延成)으로 개원함.[2][3][4]

- 지엔타인(延成) 8년(1585년) 6월에 연호를 도안타이(端泰)로 개원함.

## 연대 대조표
| 지엔타인 | 서기 (西紀) | 간지 (干支) | 후 레 왕조 연호 | 명나라 연호    |
| 원년     | 1578년      | 무인 (戊寅) | 꽝흥(光興) 원년 | 만력(萬曆) 6년 |
| 2년      | 1579년      | 기묘 (己卯) | 꽝흥 2년        | 만력 7년       |
| 3년      | 1580년      | 경진 (庚辰) | 꽝흥 3년        | 만력 8년       |
| 4년      | 1581년      | 신사 (辛巳) | 꽝흥 4년        | 만력 9년       |
| 5년      | 1582년      | 임오 (壬午) | 꽝흥 5년        | 만력 10년      |
| 6년      | 1583년      | 계미 (癸未) | 꽝흥 6년        | 만력 11년      |
| 7년      | 1584년      | 갑신 (甲申) | 꽝흥 7년        | 만력 12년      |
| 8년      | 1585년      | 을유 (乙酉) | 꽝흥 8년        | 만력 13년      |

## 동시대 연호

### 베트남
후 레 왕조(後黎朝)
- 꽝흥(光興) (1578년 ~ 1599년)

### 중국
명(明)
- 만력(萬曆) (1573년 ~ 1620년)

### 일본
- 덴쇼(天正) (1573년 ~ 1592년)

## 같이 보기
- 베트남의 연호